# Середняки (Полтавская область)

Середняки (укр. Середняки) — село,
Середняковский сельский совет,
Гадячский район,
Полтавская область,
Украина.
Код КОАТУУ — 5320487501. Население по переписи 2001 года составляло 545 человек.
Является административным центром Середняковского сельского совета, в который, кроме того, входят сёла
Ветхаловка и
Коновалово.

## Географическое положение
Село Середняки находится на расстоянии в 1,5 км от сёл Венеславовка, Ветхаловка и Коновалово.
Рядом проходит железная дорога, станция Коновалово в 2-х км.

## История
- 1796 — дата основания.

## Объекты социальной сферы
- Школа І—ІІ ст.

## Достопримечательности
- Братская могила советских воинов.